# Michal Čekovský
Michal Čekovský (Košice, 17 giugno 1994) è un cestista slovacco.

## Palmarès
- Campionato slovacco: 1

Spišská Nová Ves: 2020-2021
- Coppa di Slovacchia: 1

Spišská Nová Ves: 2021